# INXS

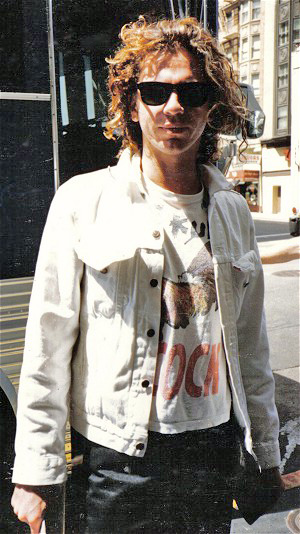
マイケル・ハッチェンス

INXS（インエクセス、in excess）は、オーストラリアのファンク・ロック・バンド。1980年代から1990年代初頭にかけてファンキーかつダンサブルなロックでヒットを飛ばし、オーストラリア出身のバンドとして世界的成功をつかんだ。

## キャリア
1977年にボーカリストのマイケル・ハッチェンス、ファリス三兄弟を中心に結成され、1980年にデビュー。地元オーストラリアで人気を獲得した後、1983年にサード・アルバム『シャブー・シュバー』でアメリカ進出を果たした。1984年には当時の売れっ子プロデューサー、ナイル・ロジャースが手がけたシングル「オリジナル・シン」を発表した。
バンドは当初のニュー・ウェイヴから、ファンク・ロックへと音楽的方向性を転換。1985年、プロデューサーにクリス・トーマスを迎えアルバム『リッスン・ライク・シーヴズ』を発表した。シングルカットされた「ホワット・ユー・ニード」は全米5位の大ヒットとなり、ファンク・ロック路線は成功した。ファンキーさを強化したアルバム『キック』からは、1988年に全米ナンバーワンとなった「ニード・ユー・トゥナイト」や「ニュー・センセイション」など、4曲のヒット曲が生まれた。なおアルバム『キック』中の曲「Mediate」のミュージック・ビデオは、ボブ・ディランのドキュメンタリー映画『ドント・ルック・バック』へのオマージュになっている。
1990年の『X』も好調だったが、ハッチェンスは俳優に挑戦したり、カイリー・ミノーグらと浮き名を流した。この後の作品はセールスが下降したが、1992年にリリースされたアルバム『ホエアエヴァー・ユー・アー』は全英1位を記録。翌年に続くアルバム『フル・ムーン・ダーティ・ハーツ』は全英3位だった。
1997年11月22日、ハッチェンスはシドニーのホテルの一室で自殺。バンドは存続の危機に立たされる。それでもテレンス・トレント・ダービーら何人かのボーカリストをゲスト起用しながらライブ活動を続けた。2005年、アメリカのテレビ番組の企画でバンドは新しいボーカリストを募集、オーディションで12週を勝ち抜いたJ.D.フォーチュンを迎えて復活作を発表した。2009年にフォーチュンは香港に到着した際に一時解雇されるという騒動があったものの、フォーチュンは2011年9月までリードボーカルを務めた。
2012年11月のコンサートでツアーにはもう出ないことを宣言。

## ディスコグラフィ

### スタジオ・アルバム
- 『INXS』 - INXS (1980年)
- 『アンダーニース・ザ・カラーズ』 - Underneath the Colours (1981年)
- 『シャブー・シュバー』 - Shabooh Shoobah (1982年)
- 『スウィング』 - The Swing (1984年)
- 『リッスン・ライク・シーヴズ』 - Listen Like Thieves (1985年)
- 『キック』 - Kick (1987年)
- 『X』 - X (1990年)
- 『ホエアエヴァー・ユー・アー』 - Welcome to Wherever You Are (1992年)
- 『フル・ムーン・ダーティ・ハーツ』 - Full Moon, Dirty Hearts (1993年)
- 『エレガントリー・ウエイステッド』 - Elegantly Wasted (1997年)
- 『スウィッチ』 - Switch (2005年)
- 『オリジナル・シン』 - Original Sin (2010年)

### ライブ・アルバム
- 『ライヴ・ベイビー・ライヴ』 - Live Baby Live (1991年)
- Live at Barker Hangar (2005年)
- Live at Wembley Stadium 1991 (2014年)
- Live at the US Festival 1983 (Shabooh Shoobah) (2022年)

### コンピレーション・アルバム
- INXSIVE: 1980–82 (1982年)
- 『グレイテスト・ヒッツ』 - The Greatest Hits (1994年)
- Shine Like It Does: The Anthology (1979–1997) (2001年)
- The Best of INXS (2002年)
- Stay Young 1979–1982 (2002年)
- 『デフィニティヴINXS: ザ・ベスト』 - Definitive INXS (2002年)
- 『ザ・イヤーズ '79-'97』 - The Years 1979–1997 (2002年)
- 『ザ・ベスト1200 INXS』 - Original Sin: The Collection (2004年)
- INXS²: The Remixes (2004年)
- Taste It: The Collection (2006年)
- Platinum: Greatest Hits + Seriously Live (2010年)
- The Very Best (2011年)

### シングル
- "Simple Simon" (1980年)
- "Just Keep Walking" (1980年)
- "The Loved One" (1981年)
- "Stay Young" (1981年)
- "Night of Rebellion" (1982年)
- "Underneath the Colours" (1982年)
- 「ワン・シング」 - "The One Thing" (1982年)
- 「ドント・チェンジ」 - "Don't Change" (1982年)
- "To Look at You" (1983年)
- "Black and White" (1983年)
- 「オリジナル・シン」 - "Original Sin" (1984年)
- 「メッセージ」 - "I Send a Message" (1984年)
- "Burn for You" (1984年)
- "Dancing on the Jetty" (1984年)
- 「ホワット・ユー・ニード」 - "What You Need" (1985年)
- 「ジス・タイム」 - "This Time" (1985年)
- 「キッス・ザ・ダート」 - "Kiss the Dirt (Falling Down the Mountain)" (1986年)
- 「リッスン・ライク・シーヴズ」 - "Listen Like Thieves" (1986年)
- "Good Times" (1987年) (Jimmy Barnes and INXS)
- 「ニード・ユー・トゥナイト」 - "Need You Tonight" (1987年)
- 「デヴィル・インサイド」 - "Devil Inside" (1988年)
- 「ニュー・センセイション」 - "New Sensation" (1988年)
- 「ネヴァー・ティア・アス・アパート」 - "Never Tear Us Apart" (1988年)
- "Kick" (1988年)
- "Mystify" (1989年)
- 「スーサイド・ブロンド」 - "Suicide Blonde" (1990年)
- 「ディスアピアー」 - "Disappear" (1990年)
- 「ビター・ティアーズ」 - "Bitter Tears" (1991年)
- 「バイ・マイ・サイド」 - "By My Side" (1991年)
- "The Stairs" (1991年)
- 「シャイニング・スター」 - "Shining Star" (1991年)
- 「ヘヴン・セント」 - "Heaven Sent" (1992年)
- "Baby Don't Cry" (1992年)
- 「テイスト・イット」 - "Taste It" (1992年)
- 「ノット・イナフ・タイム」 - "Not Enough Time" (1992年)
- "Beautiful Girl" (1993年)
- 「ザ・ギフト」 - "The Gift" (1993年)
- 「プリーズ」 - "Please (You Got That ...)" (1993年)
- 「タイム」 - "Time" (1993年)
- "Freedom Deep" (1994年)
- 「ストレンジエスト・パーティ」 - "The Strangest Party (These Are the Times)" (1994年)
- "Original Sin (Remix)" (1995年)
- 「エレガントリー・ウエイステッド」 - "Elegantly Wasted" (1997年)
- "Everything" (1997年)
- 「ドント・ルーズ・ユア・ヘッド」 - "Don't Lose Your Head" (1997年)
- "Searching" (1997年)
- "Precious Heart" (2001年) ※Tall Paul vs. INXS名義
- "I'm So Crazy" (2001年) ※Par-T-One vs. INXS名義
- "Tight" (2002年)
- "One of My Kind" (2003年) ※Rogue Traders vs. INXS名義
- "I Get Up" (2003年)
- "Bang the Drum" (2004年)
- "Mystify (Remix)" (2004年) ※Mellow Trax featuring INXS名義
- "Dream on Black Girl (Original Sin)" (2004年) ※Kash vs. INXS名義
- "Pretty Vegas" (2005年)
- "Afterglow" (2006年)
- "Devil's Party" (2006年)
- "Perfect Strangers" (2006年)
- "God's Top Ten" (2006年)
- "Never Tear Us Apart (2010)" (2010年) ※featuring ベン・ハーパー、ミレーヌ・ファルメール
- "Don't Change (2011)" (2011年)
- "Mediate" (2011年) ※featuring トリッキー
- "Please (You Got That...)" (2019年) ※再発
- "Just Keep Walking" (2023年) ※Sgt Slick v INXS名義

## 日本公演
- 1984年
  - 5月2日 - 東京厚生年金会館
  - 5月3日 - 大阪毎日ホール
  - 9月10日、11日 - 東京厚生年金会館
  - 9月12日 - 渋谷公会堂
  - 9月14日 - 北海道厚生年金会館
  - 9月17日 - 大阪厚生年金会館
  - 9月18日 - 愛知厚生年金会館
  - 9月20日 - 福岡市民会館

- 1988年
  - 10月1日 - 日本武道館
  - 10月2日 - 代々木第一体育館
  - 10月5日 - 横浜文化体育館
  - 10月6日、7日 - 尼崎市総合文化センター
  - 10月8日 - 京都会館
  - 10月10日 - 名古屋市公会堂

- 1994年
  - 5月22日 - 奈良・東大寺 - The Great Music Experience